# جيري أهيرن
جيري أهيرن (بالإنجليزية: Jerry Ahern)‏ (23 يونيو 1946، شيكاغو في الولايات المتحدة - 24 يوليو 2012، جيفرسون في الولايات المتحدة)؛ صحفي وروائي أمريكي.